# Varso
Varso je komplex moderních kancelářských budov ve výstavbě, která se nachází ve Varšavě v Polsku. Jeho součástí je mrakodrap Varso Tower, který s anténou měří 310 metrů a je tak nejvyšší budovou v Polsku i v Evropské unii. Byla dokončena 20. února 2021.